# توم كروس (عالم حاسوب)
توم كروس (بالإنجليزية: Tom Cross)‏ هو عالم حاسوب أمريكي، ولد في 1976 في تورونتو في كندا.